# Cala Torta (Cadaqués)
La Cala Torta és una petita platja natural del municipi de Cadaqués (Alt Empordà) situada al Parc Natural del Cap de Creus, entre la platja de Guillola i la Cala Seca, a uns cinc quilòmetres al nord de la població. Orientada a l'est-sud-est, té una longitud de 7 m i una amplada de 18 m, formada per graves i còdols. No és recomanable el bany en aquesta platja, ja que està plena de pedres grosses. L'accés és difícil, per un corriol que baixa des de prop del final de la carretera que arriba al Cap de Creus.
El nom de Torta prové, amb total seguretat, de la forma sinuosa i serpentejant de l'entrada al mar que té aquesta cala, amb formacions rocalloses esculpides, erosionades i plenes de forats. Prop de la platja hi ha les ruïnes de la Barraca de sa Pedrera, que devia ser una antiga casa de pescadors.
El compositor cadequesenc Rafael Cabrisas i Palau li va dedicar una sardana el 1942.